# Scytasis sericea
Scytasis sericea là một loài bọ cánh cứng trong họ Cerambycidae.